# Carolina de Mònaco
Carolina de Mònaco (francès: Caroline Louise Marguerite Grimaldi)  (Palau del Príncep de Mònaco, 23 de gener de 1957) és Princesa de Mònaco per naixement i Princesa de Hannover per matrimoni. La princesa Carolina ha esdevingut una de les persones més famoses del món per la seva agitada vida privada i per esdevenir una icona de la moda.

## Biografia
Nascuda el 23 de gener de l'any 1957 a Mònaco essent filla del príncep sobirà Rainier III de Mònaco i de l'actriu estatunidenca Grace Kelly. La princesa es convertí des del moment del seu naixement en princesa hereva del petit principat.
Rebé formació en un prestigiós institut en francès on culminà la seva formació amb matrícula d'honor i posteriorment estudià a la Universitat de la Sorbonna de París on es llicencià en filosofia, i s'especialitzà en biologia i psicologia. A més a més, la princesa parla correctament el francès, l'anglès, el castellà i l'alemany.
La princesa contragué matrimoni el 1978 amb Phillipe Junot, playboy d'origen francès del qual es divorcià escassos tres anys després i del qual aconseguí la nulitat eclesiàstica. La mort de la seva mare l'any 1982 marcà un abans i un després en les relacions amb la seva germana petita i amb la mateixa vida de la princesa. L'any 1983 es casava amb l'industrial petrolier d'origen italià Stefano Casiraghi amb qui tingué tres fills, que no osteten el títol de prínceps, segons les lleis monegasques:
- Andrea Casiraghi, nascut a Mònaco el 1984.
- Carlota Casiraghi, nascuda a Mònaco el 1986
- Pierre Casiraghi, nascut a Mònaco el 1987.

Carolina i Stefano conformaren una de les parelles més glamuroses i envejades de la Costa Blava alhora que representaven l'estampa d'una família rica, guapa i feliç. Malgrat tot, l'any 1990 Stefano perdé la vida mentre competia en una competició marítima d'alta velocitat.
L'any 1999 la princesa acudia per tercera vegada als altars per contraure matrimoni amb el príncep Ernest August de Hannover. El matrimoni amb Ernest August permeté a la princesa entrar als més selecte cercles de la reialesa europea amb qui Ernest August està emparentat. La parella han tingut una única filla:
- S.A.R. la princesa Alexandra de Hannover, nascuda a Àustria el 1999.

La princesa Carolina participà en activitat de l'UNICEF i la UNESCO alhora que ha estat primera dama de Mònaco des de la mort de la seva mare i fins a l'any 2005. Des de la mort del seu pare, Carolina esdevingué princesa hereva, però la seva renúncia al títol feu que el seu fill, Andrea, esdevingués automàticament presumpte hereu del seu oncle, el príncep Albert II de Mònaco.

## Títols i tractaments
- S.A.S. la Princesa Hereva de Mònaco (23 de gener de 1957 - 14 de març de 1958).
- S.A.S. la Princesa Carolina de Mònaco (14 de març de 1958 - 23 de gener de 1999).
- S.A.R. la Princesa Carolina de Hannover i Mònaco (23 de gener de 1999 - 6 d'abril de 2005).
- S.A.R. la Princesa Carolina de Hannover, Princesa Hereva de Mònaco (6 d'abril de 2005 - 10 de desembre de 2014).
- S.A.R. la Princesa Carolina de Hannover i Mònaco (10 de desembre de 2014 - actualitat).